# Isabel Sofia Maria de Eslésvico-Holsácia-Nordeburgo
Isabel Sofia Maria de Eslésvico-Holsácia-Nordeburgo (Volfembutel, 12 de setembro de 1683 – Brunsvique, 3 de abril de 1767) foi uma princesa de Eslésvico-Holsácia-Nordeburgo pelo nascimento e princesa de Eslésvico-Holsácia-Sonderburgo-Plön pelo casamento com seu primeiro marido, o príncipe Adolfo Augusto Eslésvico-Holsácia-Sonderburgo-Plön, com quem teve um filho, Augusto Leopoldo, que tornou-se Duque de Eslésvico-Holsácia-Sonderburgo-Plön. Casou-se em segundas núpcias com Augusto Guilherme, Duque de Brunsvique-Luneburgo e foi Duquesa de Brunsvique-Luneburgo e Princesa de Brunsvique-Volfembutel.
Através de seu Gabinete Bíblico, que ela colecionou ao longo de duas décadas, Isabel Sofia Maria foi uma das mais famosas colecionadoras de seu tempo e também trabalhou como escritora de escritos religiosos.

## Biografia
Isabel Sofia Maria nasceu no dia 12 de setembro de 1683 em Volfembutel, ela era a terceira filha de Rodolfo Frederico, Duque de Eslésvico-Holsácia-Nordeburgo e Bibiana von Promnitz. Na época de seu nascimento, seu pai era oficial a serviço de Guilherme III de Orange. Sua mãe a levou para ser educada na propriedade de Fürstenau, na Silésia, onde viveria por cinco anos. Após a morte do pai, ela foi levada, com seu irmão Ernesto Leopoldo, à corte de seu guardião, o duque Antônio Ulrico, marido de sua tia paterna Isabel Juliana de Eslésvico-Holsácia-Sonderburgo-Nordeburgo.
Em 1701, casou-se com Adolfo Augusto, príncipe-hereditário de Eslésvico-Holsácia-Sonderburgo-Plön. Ele era neto de seu guardião Rodolfo Augusto de Brunsvique-Volfembutel. Seu marido morreu alguns dias antes de seu pai, o duque João Adolfo. O único filho deste casamento, Leopoldo Augusto, nascido em 11 de agosto de 1702, tornou-se duque em 2 de julho de 1704, mas morreu em 4 de novembro de 1706.
Em 12 de setembro de 1710, Isabel Sofia Maria tornou-se a terceira esposa de Augusto Guilherme, príncipe-hereditário de Brunsvique-Luneburgo-Volfembutel. Nenhuma das duas esposas anteriores do duque tiveram filhos, o terceiro casamento também não produziu nenhum herdeiro.
Isabel Sofia Maria morreu em 3 de abril de 1767 em Brunsvique, aos oitenta e três anos. Seu túmulo está localizado na cripta real da Igreja de Santa Maria de Volfembutel.

## Coleção Bíblica

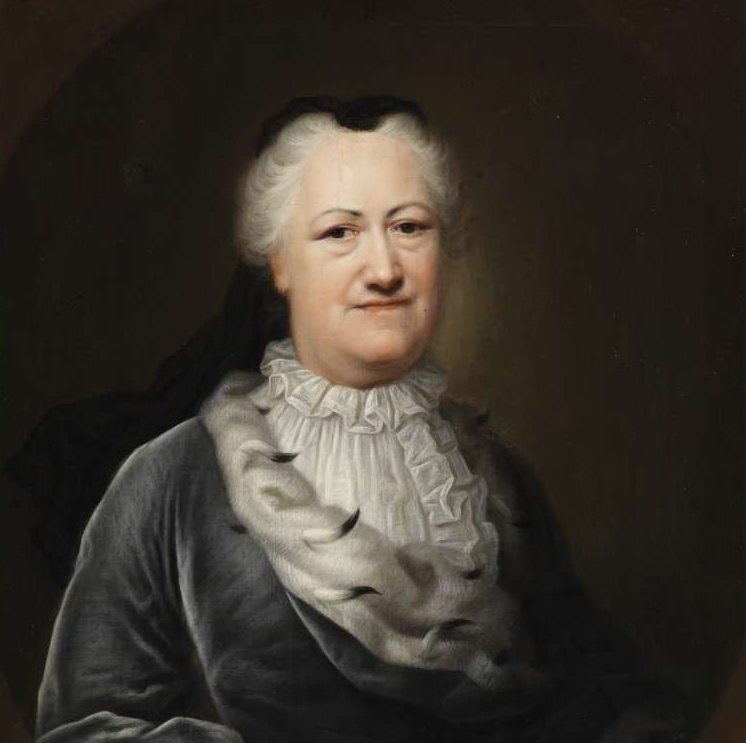
Retrato de Isabel Sofia Maria de Eslésvico-Holsácia-Nordeburgo em 1747. Por Balthasar Denner.

Com quase sessenta anos, a duquesa começou a montar sistematicamente uma coleção da Bíblia, que ela juntou com consideráveis despesas financeiras e montou no Palácio de Brunsvique. Ela os adquiriu ao lado de outros livros em leilões, por meio de compras particulares e por meio de presentes. Ao longo dos anos, adquiriu 1161 Bíblias em vários idiomas. Estes incluíam manuscritos, traduções de Lutero e livros bíblicos de outras denominações. Ela mesma escreveu escritos religiosos, dogmáticos leigos e, como luterana devota, refutou as cartas do jesuíta Franz Joseph Seedorf, que fez campanha pelo catolicismo.
Os pastores luteranos foram os principais visitantes de sua coleção, mas professores e estudiosos como o poeta e filósofo Johann Christoph Gottsched também viriam visitar a coleção.
Ela teve um primeiro catálogo da coleção criado em 1752 pelo pregador da corte Georg Ludolph Otto Knoch (1705–1783). Em setembro de 1764, ela teve sua biblioteca de cerca de 4900 volumes, incluindo 1161 Bíblias, nomeada "Grauen Hof" no Palácio de Brunsvique, levada para a Biblioteca Herzog August em Volfembutel. Com isso, ela fundou a base da coleção bíblica da biblioteca atual.

## Legado

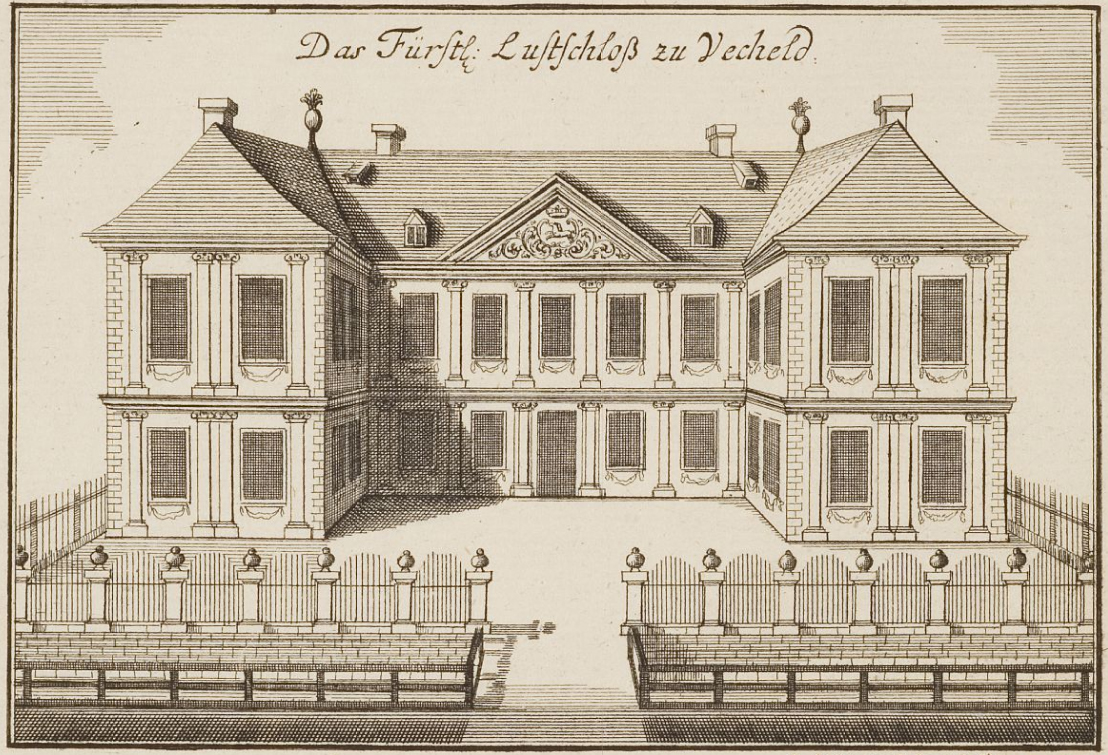
Gravura do Castelo de Vechelde por volta de 1760.

Como duquesa de Brunsvique-Volfembutel, Isabel Sofia Maria desenvolveu uma animada atividade de construção, que levou ao estabelecimento de três cidades nos arredores ocidentais da cidade de Brunsvique, no que hoje é o distrito de Peine, na Baixa Saxônia.
Desde 1712, o castelo de Vechelde serviu como sua residência. Para esse fim, ela expandiu o castelo existente e, provavelmente pelo mestre construtor barroco Hermann Korb construiu outra ala do edifício e uma capela do palácio.
A duquesa mandou construir um assentamento de diaristas para os trabalhadores da fazenda do castelo, a cerca de um quilômetro ao norte do complexo do palácio, de onde emergiu hoje o distrito de Vechelade.
Em 1716, a duquesa adquiriu uma mansão, a Hasselhof, e construiu um palácio de verão, que recebeu o nome de castelo de Fürstenau. O castelo foi pouco usado, serviu por volta de 1802 apenas como uma prisão da corte em Vechelde e foi demolido no início do século XIX. Hoje, além de partes do fosso, nenhum edifício permanece visível nos antigos terrenos do castelo, na vila de Fürstenau, em Vecheld.
Em 1724, o duque Augusto Guilherme transferiu sua corte para uma área no distrito de Wendeburg, onde ela construiu outro palácio. A partir dos projetos, o palácio recebeu o nome da duquesa Sophiental. Esta construção também não foi preservada e foi demolida por volta de 1769, dois anos após a morte da duquesa.
As aldeias foram fundidas e foi criado um distrito para acomodar a corte principesca. O distrito existiu dessa forma até 1807, quando o Principado de Brunsvique-Volfembutel foi incorporado ao Reino da Vestfália criado por Napoleão e o distrito de Vechelde foi dissolvido.
Em agosto de 1764, o duque Carlos I de Brunsvique-Volfembutel vendeu os castelos e propriedades de Vechelde, Fürstenau e Sophiental por 99.400 talhas em ouro a seu irmão, o príncipe Fernando, depois que lhe foram vendidos por Isabel Sofia Maria em 1742 tinha sido transferido. No entanto, ele continuou a conceder-lhe o direito de uso e moradia.

## Johann Lorenz von Mosheim

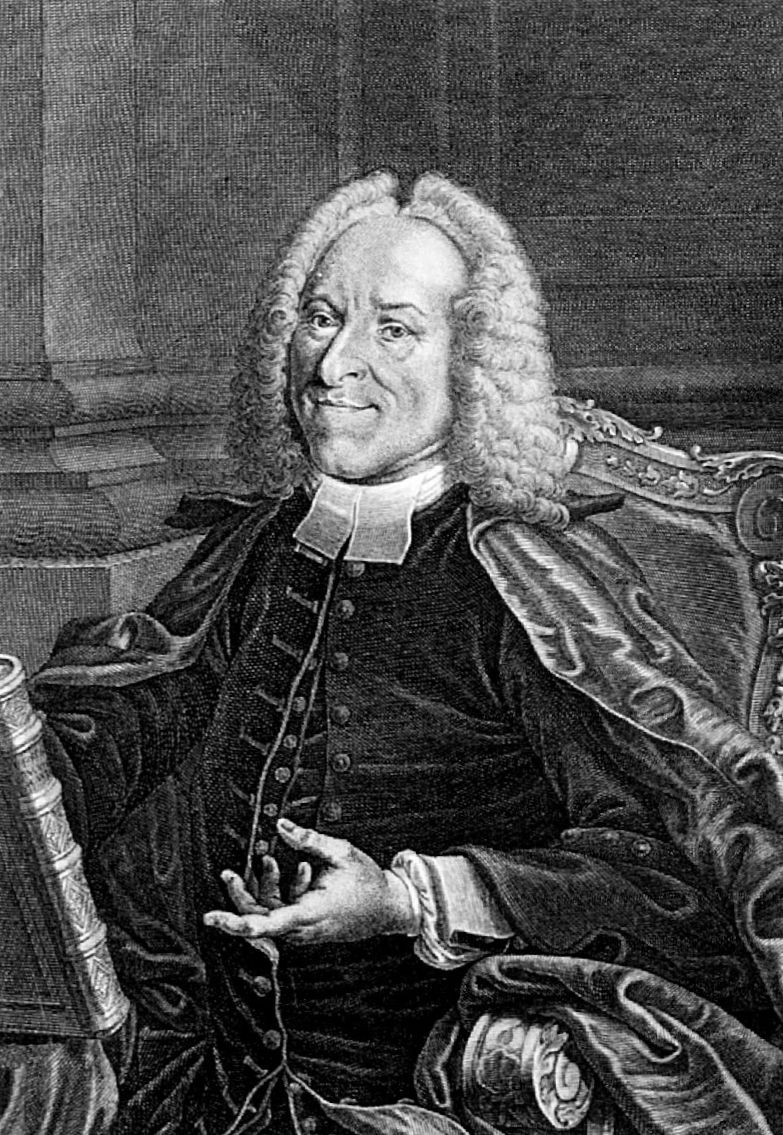
Gravura de Johann Lorenz von Mosheim em 1750. Por Georg Daniel Heumann.

Isabel Sofia Maria foi uma patrocinadora comprometida do teólogo luterano e historiador da igreja Johann Lorenz von Mosheim (1693-1755). A duquesa financiou os estudos de Mosheim na Universidade de Kiel, onde ele se matriculou em 1715 e apoiou suas nomeações como professor de teologia na Universidade de Helmstedt e inspetor geral dos escolas-mosteiros de Maruns e Michaelstein, no Principado de Brunsvique-Volfembutel.
No século 19, suspeitava-se que Mosheim era filho ilegítimo do irmão de Isabel Sofia Maria, Ernesto Leopoldo (1685-1722), e de uma lavadeira. No entanto, a biografia de Mosheim e a menção à seu suposto pai puseram fins aos rumores.

## Obras
- Um pequeno trecho de várias doutrinas em discussão entre católicos e luteranos, de Concilii a Trient, e as palavras da Escritura Divina, bem como a Confissão de Fé e Juramentos Religiosos acrescentados fielmente, e o ensino necessário do que cada parte acredita e acredita deve ser trazido à luz. Wolfenbüttel 1714.
- Uma explicação mais clara das doutrinas, contida nas 12 cartas do jesuíta Franz Joseph Seedorf, após o credo de que os protestantes na Hungria precisam jurar quando se juntam à Igreja Romana. Brunswick 1750.